# Ferae
Ferae (din latină: fera - „fiară”) este o cladă de mamifere placentare, reprezentată de carnivore (peste 260 de specii cu răspândire globală) și pangolini (8 specii tropicale din Africa și Asia). Probabil, ultimul strămoș comun al Ferae a existat cu 78,9 milioane de ani în urmă, la finele perioadei Cretacice. În această cladă sunt incluși câțiva taxoni de mamifere prădătoare fosile, precum creodonții
Pangolini au fost considerați rude apropiate de xenartre (tatu, leneșii), formând împreună grupul polifiletic ”Edentata” (caracterizat prin atrofierea și absența dinților). Dar, cercetările moleculare ale secvențelor de proteine și ADN au permis includerea pangolinilor și carnivorele într-un singur suprataxon.
Asemănările morfo-anatomice ale cladei sunt: osificarea cortului cerebelului și fuzionarea oaselor scafoid și semilunar.
Conform studiilor filogenetice (reflectate în cladograma de mai jos), cele mai apropiate rude ale Ferae sunt imparicopitatele (cai, tapiri și rinoceri) și Cetartiodactyla (care reunește paricopitatele - cămile, suine, rumegătoare, hipopotami; cu cetaceele - balene și delfini).
|  | Pholidota (pangolini)                                  |
|  |                                                        |
|  | Carnivora (pisici, hiene, lei, câini, urși, foci etc.) |
|  |                                                        |

|  | Perissodactyla (cai, tapiri, rinoceri etc.)                               |
|  |                                                                           |
|  | Cetartiodactyla (cămile, suine, bovine, hipopotami, balene, delfini etc.) |
|  |                                                                           |

|  | Pholidota (pangolini)                                  |
|  |                                                        |
|  | Carnivora (pisici, hiene, lei, câini, urși, foci etc.) |
|  |                                                        |

|  | Perissodactyla (cai, tapiri, rinoceri etc.)                               |
|  |                                                                           |
|  | Cetartiodactyla (cămile, suine, bovine, hipopotami, balene, delfini etc.) |
|  |                                                                           |

|  | Pholidota (pangolini)                                  |
|  |                                                        |
|  | Carnivora (pisici, hiene, lei, câini, urși, foci etc.) |
|  |                                                        |

|  | Perissodactyla (cai, tapiri, rinoceri etc.)                               |
|  |                                                                           |
|  | Cetartiodactyla (cămile, suine, bovine, hipopotami, balene, delfini etc.) |
|  |                                                                           |

|  | Pholidota (pangolini)                                  |
|  |                                                        |
|  | Carnivora (pisici, hiene, lei, câini, urși, foci etc.) |
|  |                                                        |

|  | Perissodactyla (cai, tapiri, rinoceri etc.)                               |
|  |                                                                           |
|  | Cetartiodactyla (cămile, suine, bovine, hipopotami, balene, delfini etc.) |
|  |                                                                           |

|  | Pholidota (pangolini)                                  |
|  |                                                        |
|  | Carnivora (pisici, hiene, lei, câini, urși, foci etc.) |
|  |                                                        |

|  | Perissodactyla (cai, tapiri, rinoceri etc.)                               |
|  |                                                                           |
|  | Cetartiodactyla (cămile, suine, bovine, hipopotami, balene, delfini etc.) |
|  |                                                                           |

|  | Pholidota (pangolini)                                  |
|  |                                                        |
|  | Carnivora (pisici, hiene, lei, câini, urși, foci etc.) |
|  |                                                        |

|  | Perissodactyla (cai, tapiri, rinoceri etc.)                               |
|  |                                                                           |
|  | Cetartiodactyla (cămile, suine, bovine, hipopotami, balene, delfini etc.) |
|  |                                                                           |

|  | Pholidota (pangolini)                                  |
|  |                                                        |
|  | Carnivora (pisici, hiene, lei, câini, urși, foci etc.) |
|  |                                                        |

|  | Perissodactyla (cai, tapiri, rinoceri etc.)                               |
|  |                                                                           |
|  | Cetartiodactyla (cămile, suine, bovine, hipopotami, balene, delfini etc.) |
|  |                                                                           |

|  | Pholidota (pangolini)                                  |
|  |                                                        |
|  | Carnivora (pisici, hiene, lei, câini, urși, foci etc.) |
|  |                                                        |

|  | Perissodactyla (cai, tapiri, rinoceri etc.)                               |
|  |                                                                           |
|  | Cetartiodactyla (cămile, suine, bovine, hipopotami, balene, delfini etc.) |
|  |                                                                           |

|  | Pholidota (pangolini)                                  |
|  |                                                        |
|  | Carnivora (pisici, hiene, lei, câini, urși, foci etc.) |
|  |                                                        |

|  | Perissodactyla (cai, tapiri, rinoceri etc.)                               |
|  |                                                                           |
|  | Cetartiodactyla (cămile, suine, bovine, hipopotami, balene, delfini etc.) |
|  |                                                                           |

|  | Pholidota (pangolini)                                  |
|  |                                                        |
|  | Carnivora (pisici, hiene, lei, câini, urși, foci etc.) |
|  |                                                        |

|  | Perissodactyla (cai, tapiri, rinoceri etc.)                               |
|  |                                                                           |
|  | Cetartiodactyla (cămile, suine, bovine, hipopotami, balene, delfini etc.) |
|  |                                                                           |

|  | Pholidota (pangolini)                                  |
|  |                                                        |
|  | Carnivora (pisici, hiene, lei, câini, urși, foci etc.) |
|  |                                                        |

|  | Perissodactyla (cai, tapiri, rinoceri etc.)                               |
|  |                                                                           |
|  | Cetartiodactyla (cămile, suine, bovine, hipopotami, balene, delfini etc.) |
|  |                                                                           |

|  | Pholidota (pangolini)                                  |
|  |                                                        |
|  | Carnivora (pisici, hiene, lei, câini, urși, foci etc.) |
|  |                                                        |

|  | Perissodactyla (cai, tapiri, rinoceri etc.)                               |
|  |                                                                           |
|  | Cetartiodactyla (cămile, suine, bovine, hipopotami, balene, delfini etc.) |
|  |                                                                           |

|  | Pholidota (pangolini)                                  |
|  |                                                        |
|  | Carnivora (pisici, hiene, lei, câini, urși, foci etc.) |
|  |                                                        |

|  | Perissodactyla (cai, tapiri, rinoceri etc.)                               |
|  |                                                                           |
|  | Cetartiodactyla (cămile, suine, bovine, hipopotami, balene, delfini etc.) |
|  |                                                                           |

|  | Pholidota (pangolini)                                  |
|  |                                                        |
|  | Carnivora (pisici, hiene, lei, câini, urși, foci etc.) |
|  |                                                        |

|  | Perissodactyla (cai, tapiri, rinoceri etc.)                               |
|  |                                                                           |
|  | Cetartiodactyla (cămile, suine, bovine, hipopotami, balene, delfini etc.) |
|  |                                                                           |

|  | Pholidota (pangolini)                                  |
|  |                                                        |
|  | Carnivora (pisici, hiene, lei, câini, urși, foci etc.) |
|  |                                                        |

|  | Perissodactyla (cai, tapiri, rinoceri etc.)                               |
|  |                                                                           |
|  | Cetartiodactyla (cămile, suine, bovine, hipopotami, balene, delfini etc.) |
|  |                                                                           |

|  | Pholidota (pangolini)                                  |
|  |                                                        |
|  | Carnivora (pisici, hiene, lei, câini, urși, foci etc.) |
|  |                                                        |

|  | Perissodactyla (cai, tapiri, rinoceri etc.)                               |
|  |                                                                           |
|  | Cetartiodactyla (cămile, suine, bovine, hipopotami, balene, delfini etc.) |
|  |                                                                           |